# Janvier 2001

## Événements
- 1er janvier :
  - Début du XXIe siècle et du IIIe millénaire.
  - La Grèce rejoint la zone euro créée en 1999 par les 11 premiers pays adhérents à la nouvelle monnaie unique européenne.
  - Calcutta, la grande ville du Bengale indien est officiellement renommée Kolkata.
  - Ruud Lubbers entre officiellement en fonction comme nouveau directeur du Haut commissariat des Nations Unies pour les réfugiés.

- 10 janvier : le Parlement polonais nomme l'ancien vice-premier ministre et ministre de l'Économie Leszek Balcerowicz, le principal architecte de la profonde mutation de la Pologne au cours des années 1990, au poste de président de la Banque nationale de Pologne

- 11 janvier : Lucien Bouchard démissionne comme chef du Parti québécois et comme premier ministre du Québec, mais assume l’intérim aux fonctions de premier ministre.

- 15 janvier : lancement officiel de l'encyclopédie libre Wikipédia par Jimmy Wales et Larry Sanger.

- 16 janvier : assassinat, à Kinshasa, de Laurent-Désiré Kabila, président de la République démocratique du Congo.

- 20 janvier : 
  - George W. Bush[1] succède à Bill Clinton comme président des États-Unis d'Amérique, après avoir remporté de justesse l’élection présidentielle américaine en 2000.
  - Gloria Macapagal Arroyo est nommée présidente des Philippines après quatre jours d'émeutes qui ont abouti au retrait de son prédécesseur Joseph Estrada.

- 21 janvier, Rallye : Tommi Mäkinen remporte le Rallye automobile Monte-Carlo sur une Mitsubishi Lancer.

- 23 janvier : 
  - pour la première fois, une femme, l'allemande Jutta Kleinschmidt, sur Mitsubishi, remporte le 23e rallye Paris-Dakar;
  - le procureur du Tribunal pénal international pour l'ex-Yougoslavie, Carla Del Ponte, demande aux autorités de Belgrade de remettre au tribunal l'ex-président yougoslave Slobodan Milosevic.

- 25 janvier : ouverture du premier Forum social mondial à Porto Alegre au Brésil.

- 26 janvier : un violent séisme frappe la région du Gujarat en Inde, tuant plus de 20 000 personnes.

- 31 janvier : le Tribunal écossais aux Pays-Bas condamne le Libyen Abdel Basset Ali al-Megrahi pour sa participation à l'attentat de Lockerbie en 1988.

## Naissances
- 1er janvier : Guljonoy Naimova, taekwondoïste ouzbèke
- 2 janvier : Leo Cornic, footballeur norvégien
- 3 janvier :
  - Britany Anderson, athlète jamaïcaine
  - Christopher Mamengi, footballeur néerlandais
- 4 janvier :
  - Maëlle Pistoia, chanteuse française
  - Léa Elui, influenceuse française
- 6 janvier : Oscar Aga, footballeur norvégien
- 8 janvier :
  - Hamza Ait Allal, footballeur marocain
  - Sarra Afi, escrimeuse tunisienne
  - Juan Cabal, footballeur colombien
  - Jon Pacheco, footballeur espagnol
  - Yorbe Vertessen, footballeur belge
- 9 janvier :
  - Christian Witzig, footballeur suisse
  - Zeke Nnaji, joueur de basket-ball américain
- 10 janvier :
  - Besra Duman, haltérophile turque
  - Arnau Puigmal, footballeur espagnol
- 12 janvier :
  - Ebba Årsjö, skieuse alpine suédoise
  - Lassina Traoré, footballeur burkinabé
- 13 janvier : Carlotta Gilli, nageuse handisport italienne
- 14 janvier : Anssi Suhonen, footballeur finlandais
- 15 janvier :
  - Alexandra Agiurgiuculese, gymnaste rythmique italienne
  - Ibrahim Bancé, footballeur burkinabé
  - Mathias Ross, footballeur danois
- 16 janvier : Agustín Sández, footballeur argentin
- 18 janvier : Łukasz Łakomy, footballeur polonais
- 19 janvier : Matthis Riou, footballeur français
- 20 janvier : Hugo Benitez, basketteur français
- 21 janvier :
  - Pedro Malheiro, footballeur portugais
  - Jackson Brundage, acteur américain
- 22 janvier :
  - Mehdi Moubarik, footballeur marocain
- 23 janvier : Stipe Vulikić, footballeur croate
- 25 janvier :
  - Simon Asta, footballeur allemand
  - Nikola Soldo, footballeur croate
- 28 janvier : Ismael Saibari, footballeur marocain
- 29 janvier : Lameck Banda, footballeur zambien

## Décès
- 1er janvier : Madeleine Barbulée, comédienne française (° 2 septembre 1910).
- 9 janvier : Paul Vanden Boeynants, homme politique belge (° 22 mai 1919).
- 10 janvier : Jacques Marin, comédien français (° 9 septembre 1919).
- 12 janvier : Luis Floriano Bonfa, guitariste et compositeur brésilien (° 17 octobre 1922).
- 14 janvier : Julio Robles, matador espagnol (° 4 décembre 1951).
- 16 janvier : Laurent-Désiré Kabila, homme d’État congolais (° 27 novembre 1939).
- 19 janvier : Gustave Thibon, philosophe français (° 2 septembre 1903).
- 20 janvier : Jacqueline Piatier, journaliste et critique littéraire française (° 12 juin 1921).
- 23 janvier : 
  - Jack McDuff, organiste de jazz américain (° 17 septembre 1926).
  - Curro Rivera, matador mexicain (° 17 décembre 1951).
  - Lucienne Welschinger, cheftaine aux Guides de France (GDF), résistante française, fondatrice et chef du réseau Équipe Pur Sang (°18 octobre 1911).
- 25 janvier : Guy Tréjan, comédien français (° 18 septembre 1921).
- 30 janvier : Jean-Pierre Aumont, comédien français (° 5 janvier 1911).